# Didier Desprat
Pour les articles homonymes, voir Desprat.
Didier Desprat, né en 1956, est un chasseur sous-marin français, licencié à l'ASPTT de Marseille.

## Palmarès
- Vice-champion du monde par équipes en 1989 (à San Teodoro (Italie)) ;
- Vice-champion d'Europe par équipes en 1993 (à Peniche (Portugal)) ;
- 6e du championnat du monde individuel en 1996 (à Gérone (Espagne)) ;
- 7e du championnat du monde individuel en 1989 (à San Teodoro (Italie)) ;
- Champion de France.

## Vidéothèque
- Les Secrets de la pêche sous-marine ;
- Pêche d'enfer en Méditerranée.